# تالی، هلسینکی
تالی (به فنلاندی: Tali) یک منطقهٔ مسکونی در فنلاند است که در هلسینکی واقع شده‌است. تالی ۱٫۰۱ کیلومتر مربع مساحت و ۱٬۰۷۸ نفر جمعیت دارد.